# Dracophyllum milliganii
Espèce
Dracophyllum milliganii est une espèce de plantes à fleurs de la famille des Ericaceae. C'est un arbuste endémique de Tasmanie.
Il existe deux populations distinctes de cet arbuste. Dans les régions alpines, les tiges sont hautes de 5 à 20 cm, avec des feuilles de 20 cm de long. Dans les zones de forêt tropicale, les tiges peuvent atteindre 4 mètres de haut, avec des feuilles de 1 à 1,5 mètre de long. De longues épis de fleurs apparaissent au sommet des tiges en été.
L'espèce a été formellement décrite pour la première fois en 1851 dans l’Icones Plantarum (en) de William Jackson Hooker sur la base de matériel recueilli sur le Mont Sorell (en) par un certain M. Miller.